# 凤亭站
鳳亭站（：／ Bongjeong yeok */?）是大邱線一座已經關閉的鐵路車站，位于韓國庆尚北道永川市琴湖邑，於2017年廢站。

## 历史
- 1960年12月23日，落成使用[1]。
- 1994年1月20日，降级为简易车站[2]
- 2004年12月10日，降级为无人简易车站[3]
- 2007年6月1日，客运业务停止办理。

## 相鄰車站
韓國鐵道公社
大邱線
琴湖－鳳亭－北永川